# Hieracium micanticeps
Hieracium micanticeps es una especie de planta con flor del género Hieracium, de la familia Asteraceae, orden Asterales.

## Distribución
Hieracium micanticeps se distribuye por Suecia y Noruega.

## Taxonomía
Fue descrita científicamente por Johanss. y Sam.